# Hutu
Els hutus, també coneguts com a abahutu, són un grup ètnic bantu natiu de la regió dels Grans Llacs d'Àfrica, principalment a l'àrea coneguda actualment com a Burundi i Ruanda. Viuen principalment a Ruanda, Burundi, i a l'est de la República Democràtica del Congo, on formen una de les principals divisions de població juntament amb els tutsi i els twa.

## Demografia
Els hutu és el més gran dels quatre grups principals de població de Burundi i Ruanda. Segona l'Agència Central d'Intel·ligència, el 84% dels ruandesos i el 85% dels burundesos són hutus, els tutsi són el següent grup ètnic més gran amb el 15% i el 14% dels residents a Ruanda i Burundi, respectivament.
Els pigmeus twa, el més petit dels principals grups de població d'ambdós països, també comparteixen llenguatge i cultura amb hutus i tutsis. Tanmateix, es distingeixen per una considerablement baixa estatura.
Culturalment es tracta d'una divisió artificial, basada més en la classe social que en l'etnicitat, atès que no hi ha diferències lingüístiques o culturals entre els hutus i els altres grups ètnics de la zona, principalment els tutsis. Històricament, això no obstant, hi havia diferències físiques, principalment pel que fa a l'alçada mitjana. Els hutus i els tutsis comparteixen la mateixa religió i llenguatge (són catòlics i d'idioma bantu). Alguns estudiosos assenyalen també l'important paper que tenen els colonitzadors belgues en crear la idea d'una raça hutu i una raça tutsi.

## Idioma

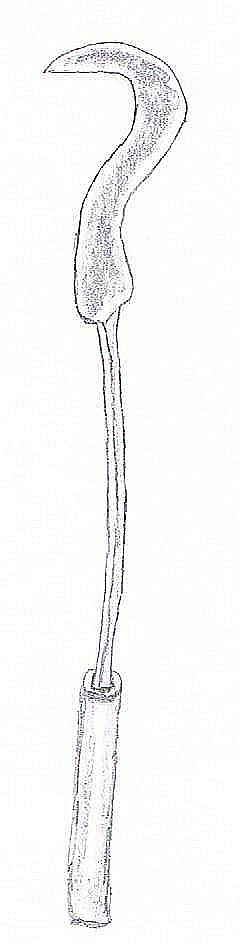
Un ganivet tradicional hutu.

Els hutus parlen Rwanda-Rundi com a llengua materna nadius, que és membre de les llengües bantus, del subgrup de la família de les llengües nigerocongoleses. El Rwanda-Rundi se subdivideix en els dialectes kinyarwanda i Kirundi, que s'han normalitzat com a llengües oficials de Ruanda i Burundi respectivament. També es parla com una llengua materna pels tutsi i els twa.
A més, molts hutu parlen francès, l'altra llengua oficial de Ruanda i Burundi, com a lingua franca.

## Orígens
Els hutus van arribar a la regió dels Grans Llacs d'Àfrica entorn del segle i dC, originaris d'Àfrica oriental durant l'expansió bantu. Han sorgit diverses teories per explicar les suposades diferències físiques entre ells i els seus veïns bantus, els tutsis. Es va considerar que els tutsis, tradicionalment pastors, van establir aristocràcies sobre els sedentaris hutu i twa. Mitjançant el matrimoni entre els pobles bantus locals, els pastors van ser gradualment assimilats culturalment, lingüísticament i racialment.
Una teoria alternativa és que hutus i tutsi pertanyien originalment a la mateixa població bantu, però van ser artificialment dividits pels colonitzadors alemanys primer i belgues després per tal que la minoria tutsi pogués servir com a supervisors locals de Berlín i Brussel·les. Aquesta darrera visió ha rebut suport entre els proponents de la unitat nacional de Ruanda, però ha estat criticada com un intent d'un revisionisme històric.
Encara altres suggereixen que els dos grups estan relacionats però no són idèntics, i que les diferències entre ells van ser exacerbades pels europeus, o per una divisió gradual i natural, ja que aquells que posseïen bestiar es coneixien com a tutsis i els que no es van convertir en hutus. Mahmood Mamdani afirma que l'imperi colonial belga designava persones com tutsis o hutus sobre la base de la propietat del bestiar, les mesures físiques i els registres de l'església.
Hi ha un debat permanent sobre si els hutus o els tutsis són grups realment separats o no; el govern de Ruanda sembla no utilitzar aquesta distinció.

## Genètica

### ADN-Y (paternal)
Els estudis genètics actuals del Cromosoma Y generalment indiquen que els hutus, com els tutsis, són majoritàriament d'extracció bantu (60% E1b1a, 20% B, 4% E3). Les influències genètiques paternes associades a la Banya d'Àfrica i Àfrica del Nord són poques (menys del 3% E1b1b), i s'atribueixen a habitants molt anteriors que havien estat assimilats. Tanmateix, els hutus tenen considerable menys llinatges paterns haplogroup B (4.3% B) que els tutsis (14.94.3% B).

### ADN autosòmic (ascendència global)
En general, els hutus semblen compartir una genètica propera amb les poblacions bantus veïnes, particularment els tutsis. Tanmateix no és clar si aquesta similitud es deu principalment als intercanvis genètics extensius entre aquestes comunitats pels matrimonis mixtes o si finalment es deriva d'orígens comuns:
| « | [...]generacions de flux gènic van esborrar qualsevol distinció física clara que podria haver existit entre aquests dos pobles bantus, reanomenats per l'altura, la constitució corporal, i els trets facials. Amb un espectre de variacions físiques en els pobles, les autoritats belgues legalitzaren l'afiliació ètnica en la dècada de 1920, basada en criteris econòmics. Conseqüentment les divisions socials formals i discretes han estat imposades sobre distincions biològiques ambigües. Fins a cert punt, la permeabilitat d'aquestes categories en les dècades següents van ajudar a cosificar les distincions biològiques, generant d'una elit més alta i classe baixa més baixa, però amb poca relació amb els fons de gens que existien des de fa segles. Les categories socials són reals, doncs, però hi ha poca o cap diferenciació genètica detectable entre hutus i tutsis. | » |

Tishkoff et al. (2009) van trobar que les seves mostres mixtes hutu i tutsi de Ruanda eren predominantment d'origen bantu, amb un flux gènic menor de comunitats afroasiàtiques (17,7% gens afroasiàtics trobat en la població mixta hutu/tutsi).

## Història post-colonial

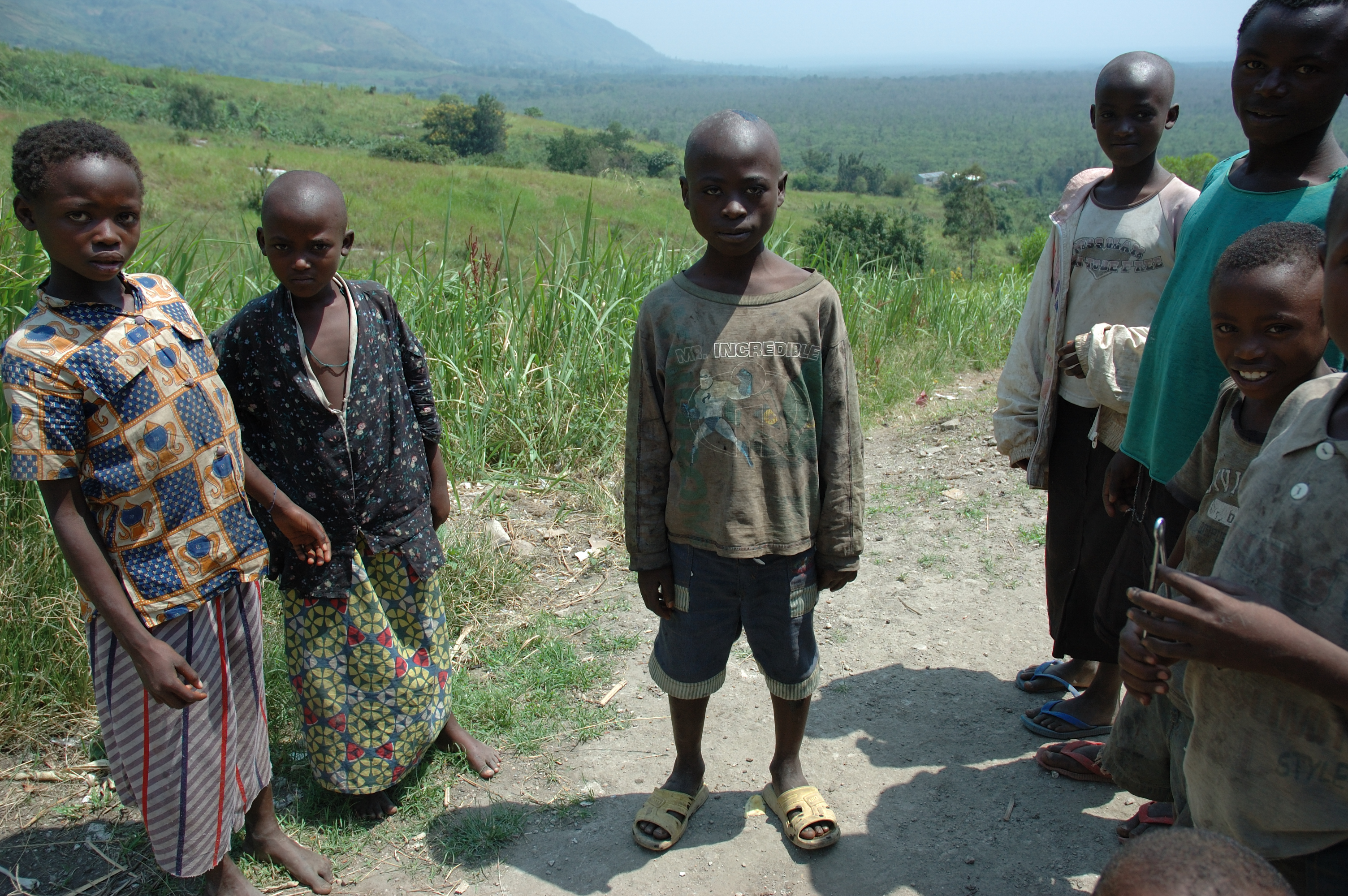
Nens hutu al Parc Nacional dels Virunga.

La monarquia tutsi patrocinada pels colons belgues va sobreviure fins 1959, quan Kigeli V fou exiliat de la colònia (aleshores anomenada Ruanda-Urundi). A Burundi, els tutsis, que eren en minoria, van mantenir el control del govern i de l'exèrcit. A Ruanda el poder polític va ser transferit de la minoria tutsi a la majoria hutu.
A Ruanda això va conduir a la revolució ruandesa i a la violència hutu contra els tutsis. Desenes de milers de tutsis van morir i molts altres van fugir als països veïns, com Burundi, Uganda i va expandir l'ètnia tutsi Banyamulenge a la regió del Kivu del Sud del Congo Belga. Posteriorment, els tutsis exiliats de Burundi van envair Ruanda i van obligar Ruanda a tancar la frontera amb Burundi.
A Burundi es va dur a terme una campanya de genocidi contra la població hutu en 1972, i un nombre estimat de 100.000 hutus van morir. En 1993 el primer president elegit democràticament de Burundi, Melchior Ndadaye, que era hutu, es creu que va ser assassinat per funcionaris tutsis, igual que la persona que tenia dret constitucional de succeir-lo.
Això va provocar el genocidi de Burundi de 1993 entre les estructures polítiques hutu i l'exèrcit tutsi, en el qual van morir uns 500.000 burundesos. Va haver-hi nombrosos assassinats massius de tutsis i hutus moderats; aquests esdeveniments van ser considerats genocidis per la Comissió Internacional d'Investigació de les Nacions Unides per a Burundi.
Tot i que els tutsis van romandre al comandament de Burundi, el conflicte va provocar el genocidi a Ruanda. Un grup rebel tutsi, el Front Patriòtic Ruandès, va envair Ruanda des d'Uganda, el que va iniciar una guerra civil contra el govern hutu de Ruanda el 1990. Es va signar un acord de pau, però la violència va tornar a esclatar i va culminar amb el genocidi ruandès de 1994, quan els extremistes hutus van matar aproximadament 800.000 ruandesos, la gran majoria tutsis.
Al voltant del 30% de la població pigmea twa de Ruanda també van ser assassinada pels hutus. Al mateix temps, el Front Patriòtic Ruandès va prendre el control del país i encara és el partit dominant. Burundi també és governat per un grup rebel hutu, el CNDD-FDD.
A partir de 2006, la violència entre els hutus i tutsis havia disminuït, però la situació tant a Ruanda com a Burundi encara estava tibant, i desenes de milers de ruandesos encara vivien fora del país (vegeu crisi dels refugiats dels Grans Llacs).